# Station Liverpool Central
Liverpool Central is een spoorwegstation van National Rail in Liverpool, Liverpool in Engeland. Het station is eigendom van Network Rail en wordt beheerd door Merseyrail. 